# ولاستیبور کونچنی
ولاستیبور کونچنی (چکی: Vlastibor Konečný؛ زادهٔ ۲ ژانویهٔ ۱۹۵۷) دوچرخه‌سوار اهل چکسلواکی بود.
وی در مسابقات کشوری و بین‌المللی در مجموع برندهٔ ۲ مدال برنز شده‌است.